# アナログシンセサイザー

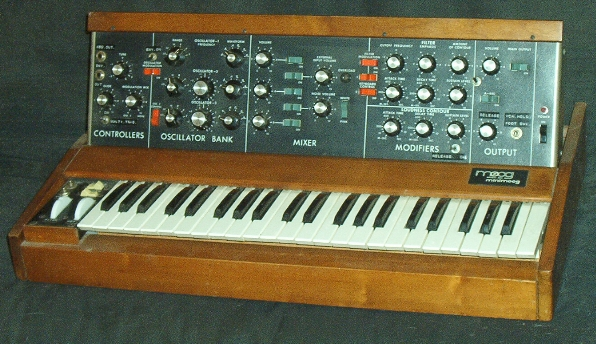
アナログシンセサイザー「ミニモーグ」

アナログシンセサイザー (英: analog synthesizer) はアナログ回路を用いたシンセサイザーである。

## 概要
アナログシンセサイザーはアナログ回路を用いたシンセサイザーである。デジタル回路をもちいたシンセサイザーであるデジタルシンセサイザーとしばしば対比される。
アナログシンセサイザーは様々な特性がデジタルシンセサイザーと異なる（⇒ #特性）。これはアナログ素子を用いた回路構成に由来する（⇒ #音源回路の構成）。アナログシンセサイザーには長い歴史がある（⇒ #歴史）。

## 名称
「アナログシンセサイザー」という名称はレトロニムである。シンセサイザーの商用化・一般化は1960年代にアナログシンセサイザーによって実現しており、当時はアナログシンセサイザーを指して「シンセサイザー」と呼ばれた。その後デジタルシンセサイザーが普及し主流化したため、これらを区別する意味合いもあり「アナログシンセサイザー」と呼ばれるようになった。

## 音源回路の構成
アナログシンセサイザーは、基本的に以下の電子回路で構成される。

### 音声信号を担当する回路
音声信号を担当する機能は以下の3つである。
電圧制御発振器 (VCO)
ボルテージコントロールドオシレータの略。基本波形を作る発振器。
アナログシンセサイザーでは、のこぎり波・矩形波・パルス波・三角波などの倍音を豊富に含む波形が主に使用される。倍音を含まない正弦波は、後述するVCFで音色を加工できないという難点があり、使用頻度は比較的少ない。
VCF
ボルテージコントロールドフィルターの略。ハイパスフィルター、ローパスフィルター、バンドパスフィルター、バンドエリミネーションフィルターを組み合わせて波形を加工する回路。
電圧制御増幅器 (VCA)
ボルテージコントロールドアンプリファイアーの略。音量を制御する回路。
この3つの機能で、倍音が豊かな基本信号から、フィルター回路によって任意の倍音を抜き、最後に音量を決定する。これを減算方式と呼ぶ。
その際に重要な点は、3つの機能が全て電圧（ボルテージ）で制御（コントロール）可能なことであり、これによって下記の制御信号を発信する回路から、任意の電圧を加えて音程・音色・音量を制御することが可能になった（詳細は制御の規格を参照）。

### 制御信号を担当する回路

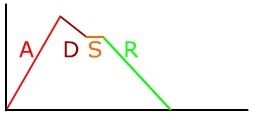
エンベロープの構成要素 A、D、S、R

上の3つの機能を制御する回路は、主として以下のものがある。
エンベロープ・ジェネレーター
Attack（立ち上がり）/Decay（減衰）/Sustain（減衰後の保持）/Release（余韻）の4つのパラメータにより、時間的に変化する電圧を発生する回路（コルグのMS-20の様にHold（離鍵後の保持）という5つ目のパラメータやFadeという6つ目のパラメータを持つ機種も存在した）。この回路でVCAを制御して音量の時間的変化を制御したり、VCOやVCFを制御して音程や音色の時間的変化を作り出す。
LFO
ローフリケンシー・オシレータの略。低い周波数を制御信号として音声信号の制御回路に送り、周期的な変化を与える（例えばVCOに送ればビブラート、VCAに送ればトレモロとなる）。
鍵盤・シーケンサー
演奏情報を入力する機能。一般的な流れとしては、演奏情報となる電圧をVCOとVCFに、演奏のオン／オフ信号をエンベロープ・ジェネレータに送る。この電圧を受けたVCOは信号が示した音程を発信し、VCFは電圧で指定された音質の加工を行う。一方、オン／オフ信号を受けたエンベロープ・ジェネレーターは、そのタイミングにそってパラメータを起動し、設定された時間的変化をVCAに送って出力を制御する。

### オプション機能
上記の基本機能に加え、より多彩な音響合成を実現するために、下記のような追加機能（変調など）を搭載した機種もある。
ポルタメント
入力された電圧が変化する際、その変化を連続的なものにする機能。一般的には、キーボードから発した電圧をVCOに送る前に一旦同機能を経由させ、音程が滑らかに変化するよう設定することが多い。
ノイズジェネレーター
ホワイトノイズやピンクノイズを発生する回路。機種によってはオシレータの1波形として提供されることもある。

サンプル＆ホールド
任意信号をLFOで周期サンプリングし、ランダム波形を生成する機能。現在ではLFOの1波形として提供されることが多い。
リングモジュレーター
2つの音声信号を入力して、その周波数の和と差を作り出す。鐘の音のような非整数次高調波を生成する目的で使用される。

クロスモジュレーション
オシレータ出力で別のオシレータを周波数変調し、FMアルゴリズムによる豊富に高調波を含んだ波形を生成する機能。

オシレータ・シンク
複数のオシレータの周波数の同期機能。周期波形の強制リセットにより音色変化を伴うので、音作りに積極活用できる。
モジュラー・シンセサイザーの場合は、パッチ・ケーブルにより各機能ブロックの任意接続が可能なので、より柔軟に音声信号に変調をかけることが可能である。

### 制御の規格
アナログシンセサイザーは、大別して2種類の情報を電圧として送受信することで各機能を制御する。当該規格の詳細は、CV/Gateを参照。
GATE
信号のオン/オフの情報。音の長さを制御する。
CV
コントロールド・ボルテージの略。音程を初め各機能の値を制御する。
電圧制御式の先駆的存在であるモーグ・シンセサイザーは、この制御電圧を「1オクターブ／1ボルト」と定義し、他のメーカーもおおむねこれに倣った（MSシリーズ以前のコルグなど「周波数／ボルト」を採用した機種も存在する）。
このため、シンセサイザーはメーカーの別に関りなく制御信号をケーブルで接続して混合使用することが可能であり、任意のメーカーの鍵盤やシーケンサーで異なったメーカーの音源を制御することもできた。ただし単音1つにつき、CVとGATEの情報をそれぞれ別のケーブルで送る必要があったため、配置や接続に必要な機材と手間は膨大なものとなり、精密機械であるシンセサイザーの接続であるがゆえのトラブルも少なくなかった。さらにポリフォニックシンセサイザーの登場により送受信情報量が増加した。これらの状況に対して各メーカーはそれぞれ独自の対応規格を考案していたが、デジタル技術の進展に伴い、1983年にメーカー間の協議で共通規格「MIDI」が正式に規格化された。

## 特性

### 物理環境による音色への影響
古典的なアナログシンセサイザーは気温の変化が回路に大きく影響する。
古典的なアナログシンセサイザーでは機体内部の熱変化による回路構成部品の特性変動がみられる。この特性はアナログシンセサイザーのプロユースに管楽器や弦楽器のような演奏時調律を課し、演奏者やスタッフの悩みの種となりうる。たとえば、初期のYMOのコンサートでは、開演の数時間前から本番と同様の照明を当てて、本番開始時に温度変化が生じないようにしていた。
対策としてチューニングの自動化をしたもの（オートチューン）や発振器部分だけをデジタル化（デジタルコントロールドオシレータ、DCO）したものもあった。

### 機能性と機材サイズ
アナログシンセサイザーは多機能・高機能化に伴って機材サイズが大きくなる傾向がある。
1970年代後半に登場したポリフォニックシンセサイザーは和音や凝った音色を生成可能であったが、必然的に高価で大規模な電子回路が必要とした。

### 個体差
アナログシンセサイザーはアナログ回路を構成する素子の個体差によりシンセとして個体差を持ちうる。
アナログシンセサイザーが故障した際、（純正部品が手に入らず）電子部品として等価ではあるが型番の違う別の部品を使用すると、修理後に元の物理的な特性が再現されず、性能・機能や味わいが薄れて楽器としては等価でなくなってしまう場合がある。これを問題視する演奏者も少なくない。

### 音色
アナログシンセサイザーはデジタルシンセサイザーでは得られにくい、独特の温かみのある太い音色を特徴とする。

## 歴史
1920年代の電子工学の黎明期から、一部の愛好家の間で低周波発振を利用した電子鍵盤楽器が製作されており、その後、1940年代から1960年代にかけての電子工学の進展により、徐々に電子楽器への電子工学の普及が進み、改良が施された。電子鍵盤楽器製作の愛好家の一部は後に電子楽器メーカーになった者もある。
1960年代にシンセサイザーが商用実用化された（例: モーグ・シンセサイザー）。以来1980年代半ばまで、シンセサイザーの主流はアナログシンセサイザーであった。日本国内でも『初歩のラジオ』誌で1977年1月号から1978年3月号まで「ミュージック・シンセサイザーの回路から製作・徹底ガイド」が連載されるなど、一部の愛好家の間で自作された。
1980年代半ばにはデジタルシンセサイザーの普及が始まり、アナログシンセサイザーの生産台数は減少した。
1990年代後半から、アナログシンセサイザー独特の音色と機能が再評価され、21世紀に入るといくつかの会社からアナログ・シンセサイザーが新たに発売された。発売終了後、数十年を経たミニモーグやプロフェット5などが銘機あるいはヴィンテージ機としてこだわりを持つミュージシャンに愛用されている。また各社から往年の名機が復刻されたり、音楽雑誌で特集が組まれたり関連書籍が出版されるなど、復活の機運が高まりつつある。
時代の変化につれ古いアナログシンセサイザーに用いられた電子部品が入手困難となり修理しにくい状況が発生している。
アナログシンセサイザーとデジタルシンセサイザー双方の良さを集約したハイブリッド・タイプも登場している。